# Marolle
De Marolle of Marolle is een gehucht in de Belgische deelgemeente Kruishoutem (onderdeel van de gemeente Kruisem).
Het gehucht bestaat uit lintbebouwingen rond de kruising tussen de Deinsesteenweg (N494) en de Passionistenstraat/Duifhuisstraat. Het ligt ongeveer halverwege tussen Kruishoutem en Deinze. Het kende in 2023 een rusthuis, apotheek, tandarts, bakker, tuincentrum, Chiro en lagere-schoolgebouw.

## Kloosters
De inwoners van De Marolle gingen ter kerke bij de paters Passionisten die in 1924 besloten zich in De Marolle te vestigen aan Passionistenstraat 15. Op 8 augustus 1926 werd hun kerk ingewijd. Dit was de Sint-Gabriëlkerk. De bouwstijl was art deco. In 2004 vertrokken de paters, die veel invloed hebben gehad op het gemeenschapsleven van het gehucht. Sindsdien worden de diensten in de kerk verzorgd door de priesters van Kruishoutem-centrum. Het complex werd later in gebruik genomen als Campus De Kruiskouter van de Broeders van Liefde. Later, in 2015, werd het klooster van de Broeders van Liefde gesloopt en plande men een rusthuis te bouwen ter vervanging van de oude gebouwen. De site werd hernoemd naar de vroegere plaatsnaam: Campus Waegebrughe.
Een tweede klooster was van de Zusters Franciscanessen van Opbrakel. Zij lieten in 1930 een klooster bouwen naast een al bestaande basisschool.

## Nabijgelegen kernen
Kruishoutem, Lozer, Machelen, Nazareth, Petegem-aan-de-Leie.